# Сборная Кении по футболу
Сборная Кении по футболу представляет Кению на международных футбольных турнирах и в товарищеских матчах. Управляющая организация — Футбольная федерация Кении. Кения никогда не участвовала в чемпионате мира.

## Чемпионат мира
- 1930 по 1970 — не участвовала
- 1974 пo 2022 — не прошла квалификацию

## Кубок африканских наций
- 1957 — 1959 — не участвовала
- 1962 — не прошла квалификацию
- 1963 — выбыла
- 1965 — 1970 — не прошла квалификацию
- 1972 — групповой этап
- 1974 — 1982 — не прошла квалификацию
- 1984 — не участвовала
- 1986 — не прошла квалификацию
- 1988 — групповой этап
- 1990 — групповой этап
- 1992 — групповой этап
- 1994 — не прошла квалификацию
- 1996 — выбыла
- 1998 — 2002 — не прошла квалификацию
- 2004 — групповой этап
- 2006 — 2017 — не прошла квалификацию
- 2019 — групповой этап
- 2021 — не прошла квалификацию
- 2023 — дисквалифицирована